# Eudonia zophochlora
Eudonia zophochlora là một loài bướm đêm trong họ Crambidae.